# Fürspann

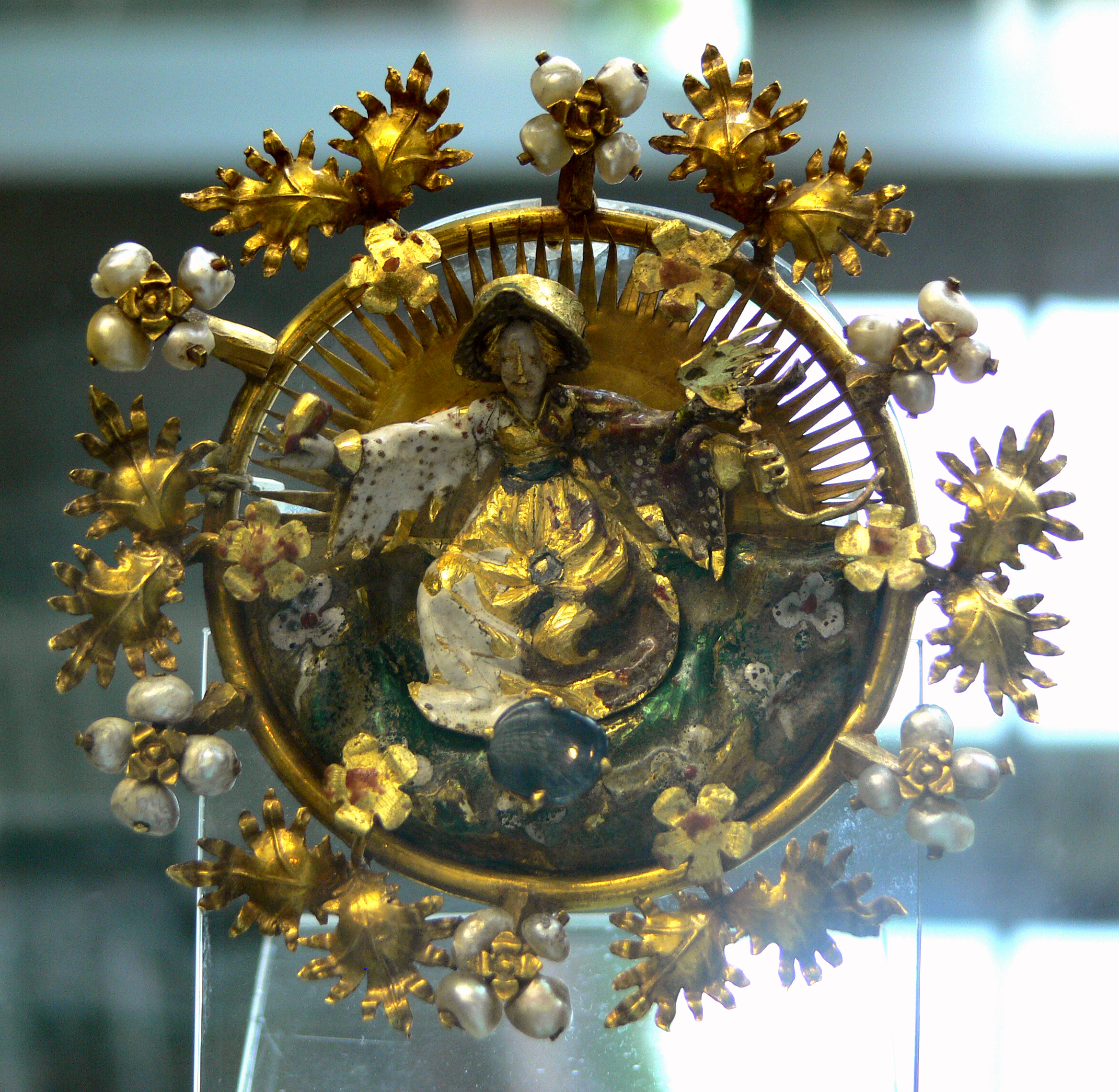
Fürspan mit Falknerin; Burgund, Anfang 15. Jh. (Kunstgewerbemuseum Berlin)

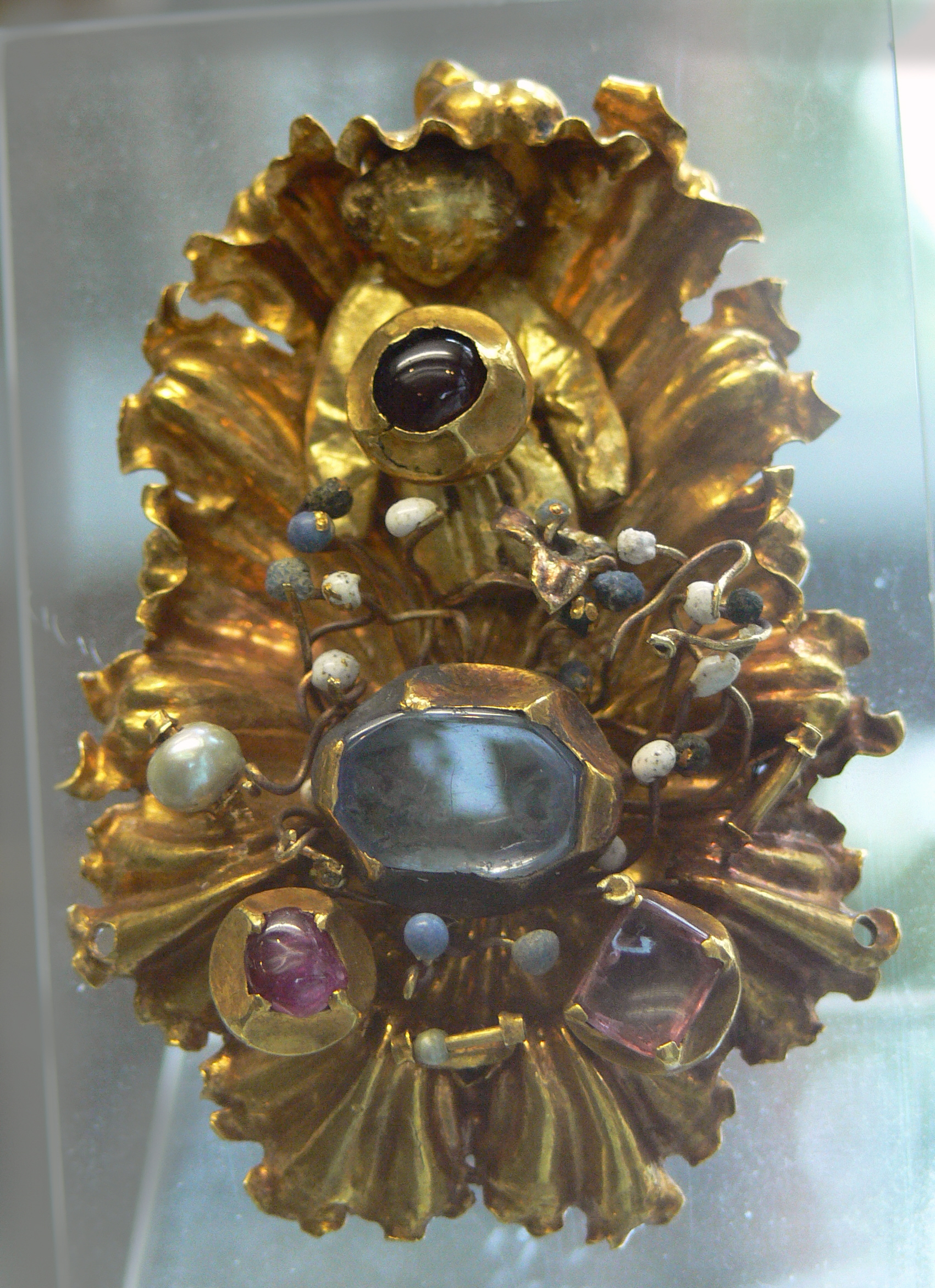
Fürspan mit Engel; Burgund, um 1420 (Kunstgewerbemuseum Berlin)

Unter Fürspann (auch Fürspan), auch als Fürspange bezeichnet, ist eine Brosche aus dem Mittelalter, vornehmlich dem 12. und 13. Jahrhundert, zu verstehen. Sie schloss den keilförmigen Halsausschnitt des Schlupfkleides, der Cotte, am Hals, und ist somit eine Sonderform bzw. ein Nachfolger der Fibel.
Als Agraffe oder Brustnadel mit Kette diente sie dazu, den Mantel vorn auf der Brust zusammenzuhalten und somit war sie  eine Form eines Verschlusses.
Durch die Befestigungsart hat sich der Begriff auf eine Ordensdekoration übertragen. Der Orden hatte den Titel Orden der Fürspanger. Das Ordenszeichen ist ein Ring aus fünf kurzen verknoteten Lederstreifen mit Schnallen. Sternförmig sind die freien Riemenenden nach außen gestellt und eine kleine goldene Kette diente zum Befestigen. Goldene Schnallen waren den Edelknechten vorbehalten, andere mussten silberne nehmen.
Er gilt als einer der ältesten deutschen Orden und wurde durch Karl IV. im Jahr 1355 in Nürnberg gestiftet.